# Shokichi Natsui
Shokichi Natsui (født 10. oktober 1925, død 13. september 2006) var en japansk judoka. Han blev den første verdensmester i judo.
Han vandt titlen ved det første VM i judo 1956 i Tokyo ved at slå Yoshihiko Yoshimatsu i finalen. Da der ikke var nogle vægtklaser i VM før 1965, var Natsui den eneste verdensmester i 1956.